# Porta Felice (Palermo)

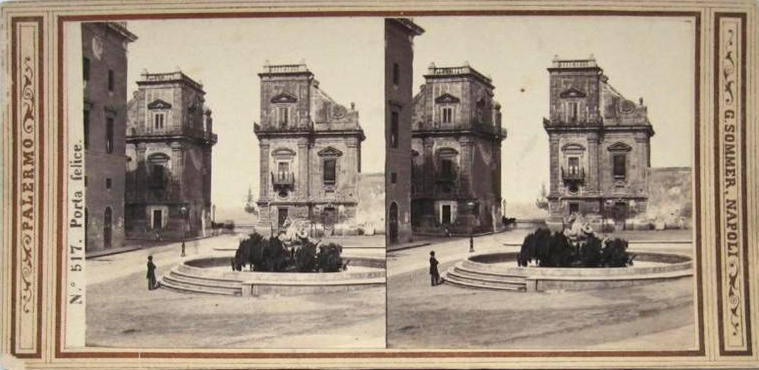
Porta Felice

 Die Porta Felice ist ein historisches Tor der Stadt Palermo.
Der spanische Vizekönig Marcantonio Colonna benannte es nach seiner Gattin Felice Orsini. 
Die Porta Felice bildet den Abschluss des Cassaro auf der Meerseite Palermos und ist Gegenstück der Porta Nuova am Ende des Cassaro auf der Landseite. Nachdem dieser 1581 bis ans Meer verlängert worden war, beauftragte Vizekönig Marcantonio Colonna 1582 den Architekten Mariano Smiriglio mit der Planung des Stadttores. Als die Colonna 1584 Palermo verließen, wurden die Bauarbeiten abgebrochen und erst 1602 wieder aufgenommen. Die bildhauerischen Arbeiten wurden 1637 fertiggestellt, die beiden Brunnen am Fuße der Türme erst 1642.

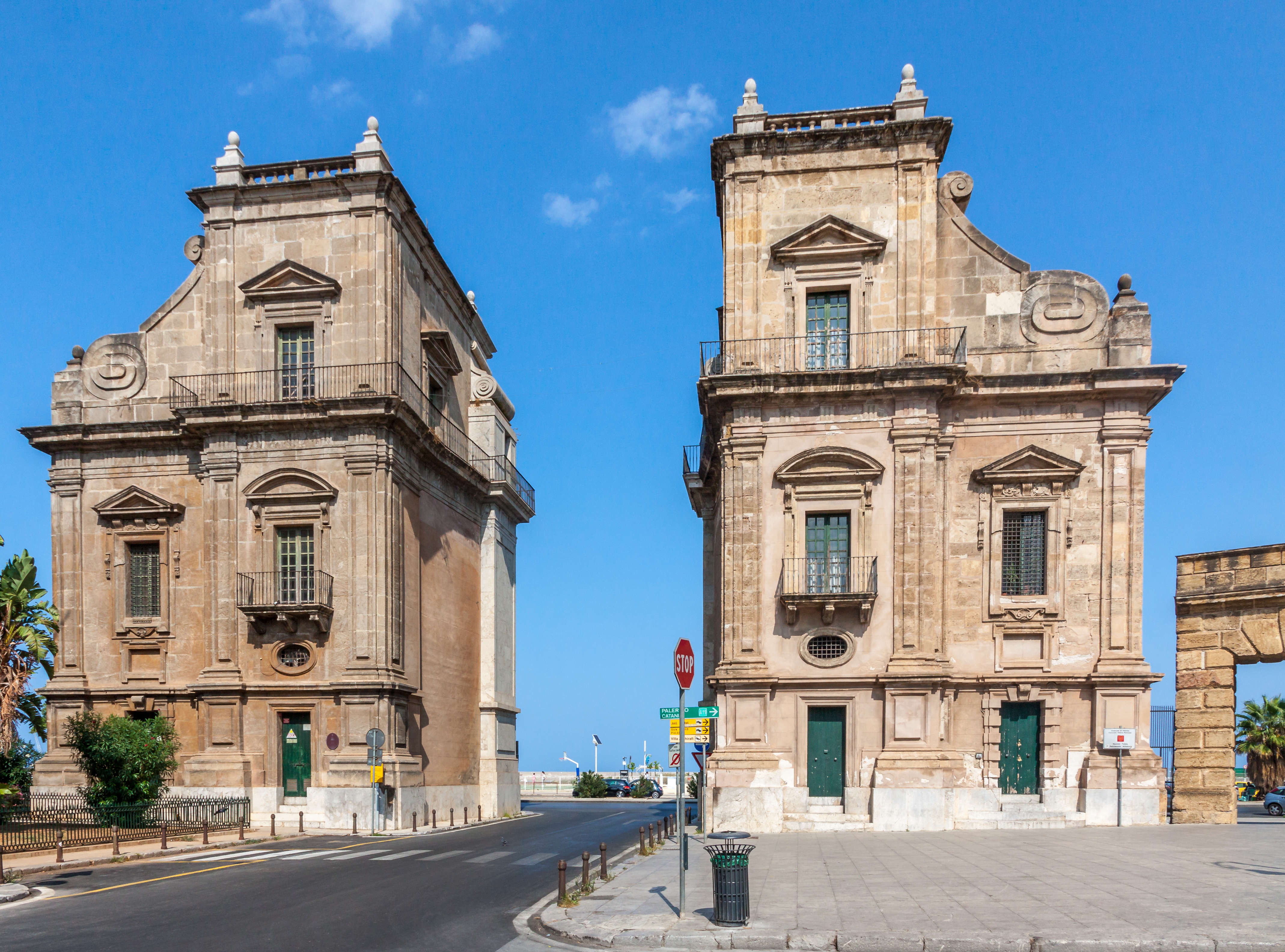
Porta Felice (stadtwärtige Ansicht)

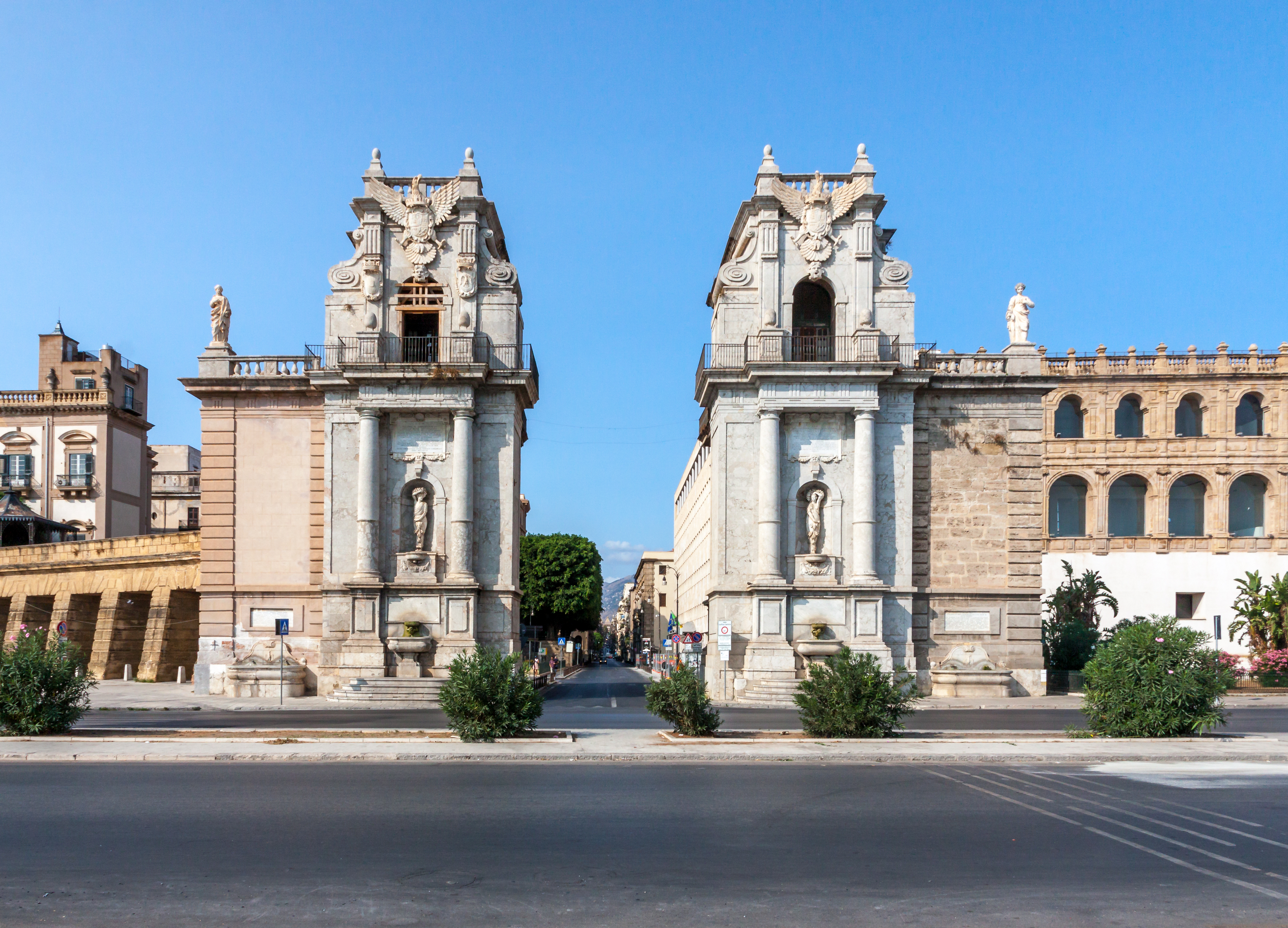
Porta Felice (seeseitige Ansicht)

Das barocke Stadttor wurde als Bauwerk geteilt mit zwei Türmen konstruiert. Der Architekt Mariano Smiriglio entwarf zunächst das zweiteilige Stadttor, während der Architekt des Senates, Pietro Novelli, das Bauwerk später auf der äußeren Seite reichlich mit barocken bildhauerischen Arbeiten ausstattete. Die beiden Bauwerke sind u. a. versehen mit Statuen der Santa Cristina und Santa Ninfa. Auf der ersten Ebene befindet sich jeweils zwischen zwei Säulen in einer Nische eine weibliche Statue und darüber auf dem Kranz zwischen zwei Voluten kann man zwei Adler, dem Wappentier der Stadt Palermo, erkennen, die mit den Wappen spanischer Könige versehen sind. Darüber findet man Wappen von Bürgern und Vizeregenten der Stadt. 
Im Zweiten Weltkrieg wurde 1943 bei Bombenangriffen die nördliche Hälfte mit der Skulptur der Santa Ninfa zerstört. Mitte des 20. Jahrhunderts wurde sie wieder originalgetreu restauriert.